# جون أبوت (سياسي كندي)
جون أبوت هو سياسي كندي، ولد في 1874 في كندا، وتوفي في 1930.